# Erik Ring
Erik Ring, né le 24 avril 2002 à Södertälje en Suède, est un footballeur suédois qui évolue au poste d'ailier gauche au Lincoln City FC.

## Biographie

### En club
Né à Södertälje en Suède, Erik Ring commence le football avec le club de Huddinge IF (en) puis il passe par le Segeltorps IF avant d'être formé à l'AIK Solna.
Ring signe son premier contrat professionnel le 9 septembre 2020, s'engageant avec le club jusqu'en décembre 2024,. Il joue son premier match en professionnel le 20 septembre suivant, contre l'Hammarby IF, lors d'une rencontre d'Allsvenskan. Il entre en jeu à la place de Filip Rogić, et son équipe s'impose par trois buts à zéro. Il inscrit son premier but en professionnel le 1er octobre 2020 contre le Karlslunds IF FK (en), à l'occasion d'une rencontre de coupe de Suède. Il fête également sa première titularisation ce jour-là, et son équipe s'impose par deux buts à un,.
Le 16 janvier 2023, Erik Ring est prêté pour une saison à l'Helsingborgs IF, soit jusqu'en décembre 2023,.
Ring quitte l'Helsingborgs IF à l'issue de son prêt, le club ne levant pas l'option d'achat dont il dispose et le joueur retourne à l'AIK. Il aura marqué 6 buts en 33 matchs avec Helsingborgs, toutes compétitions confondues.
Le 23 août 2024, Erik Ring rejoint l'Angleterre afin de signer en faveur du Lincoln City FC pour un contrat de quatre ans, soit jusqu'en juin 2028.

### En sélection
Erik Ring joue son premier match avec l'équipe de Suède espoirs le 8 octobre 2021, face au Monténégro. Il entre en jeu à la place d'Anthony Elanga, lors de cette partie que la Suède remporte sur le score de trois buts à un.